# Station Pont-l'Évêque-sur-Oise
Station Pont-l'Évêque-sur-Oise was een spoorwegstation in de Franse gemeente Pont-l'Évêque aan de spoorlijn Creil - Jeumont. Sedert 2008 stoppen de treinen er niet meer; men kan vanaf het station een zogenaamde TER-taxi naar het nabijgelegen Noyon nemen om daar te trein te pakken.